# Puchar Świata w biegach narciarskich 1985/1986
Sezon 1985/1986 Pucharu Świata w biegach narciarskich rozpoczął się 7 grudnia 1985 w kanadyjskim Labrador City. Ostatnie zawody z tego cyklu rozegrano 15 marca 1986 w norweskim Oslo.
Puchar Świata rozegrany został w 10 krajach i 12 miastach. Najwięcej zawodów zorganizowali Norwegowie, którzy 4 razy gościli najlepszych biegaczy narciarskich świata.
Obrońcą Pucharu Świata wśród mężczyzn był Szwed Gunde Svan, a wśród kobiet Norweżka Anette Bøe.
W tym sezonie w pucharze świata triumfowała Marjo Matikainen wśród kobiet oraz ponownie Gunde Svan wśród mężczyzn.

## Kalendarz i wyniki

### Mężczyźni
| Lp. | Data             | Miejscowość   | Dystans            | 1. miejsce                                                            | 2. miejsce                                                                       | 3. miejsce                                                                             |
| --- | ---------------- | ------------- | ------------------ | --------------------------------------------------------------------- | -------------------------------------------------------------------------------- | -------------------------------------------------------------------------------------- |
| 1.  | 8 grudnia 1985   | Labrador City | 15 km s. klasyczny | Gunde Svan                                                            | Władimir Smirnow                                                                 | Pål Gunnar Mikkelsplass                                                                |
| 2.  | 9 grudnia 1985   | Labrador City | Sztafeta 4 x 10 km | Szwecja Erik Östlund · Jan Ottosson · Torgny Mogren · Gunde Svan      | ZSRR Leonid Turczin · Aleksandr Batiuk · Wasilij Gorbaczow · Władimir Smirnow    | Norwegia Tor Håkon Holte · Vegard Ulvang · Ove Aunli · Pål Gunnar Mikkelsplass         |
| 3.  | 14 grudnia 1985  | Biwabik       | 30 km s. dowolny   | Gunde Svan                                                            | Kari Ristanen                                                                    | Ove Aunli                                                                              |
| 4.  | 11 stycznia 1986 | La Bresse     | 30 km s. klasyczny | Gunde Svan                                                            | Władimir Smirnow                                                                 | Erik Östlund                                                                           |
| 5.  | 15 stycznia 1986 | Bohinj        | 5 km s. dowolny    | Torgny Mogren                                                         | Gunde Svan                                                                       | Vegard Ulvang                                                                          |
| 6.  | 16 stycznia 1986 | Bohinj        | Sztafeta 4 x 10 km | Szwecja Erik Östlund · Torgny Mogren · Christer Majbäck · Gunde Svan  | ZSRR Aleksandr Batiuk · Michaił Diewiatjarow · Jurij Burłakow · Władimir Smirnow | Norwegia Hans Erik Tofte · Vegard Ulvang · Per Knut Aaland · Pål Gunnar Mikkelsplass   |
| 7.  | 14 lutego 1986   | Oberstdorf    | 50 km s. dowolny   | Gunde Svan                                                            | Władimir Sachnow                                                                 | Maurilio De Zolt                                                                       |
| 8.  | 16 lutego 1986   | Oberstdorf    | Sztafeta 4 x 10 km | Szwecja Erik Östlund · Torgny Mogren · Gunde Svan · Thomas Eriksson   | Norwegia Pål Gunnar Mikkelsplass · Vegard Ulvang · Martin Hole · Tor Håkon Holte | ZSRR II Andriej Siergiejew · Aleksandr Uszkalenko · Jurij Burłakow · Aleksiej Burłakow |
| 9.  | 23 lutego 1986   | Kawgołowo     | 15 km s. klasyczny | Władimir Smirnow                                                      | Gunde Svan                                                                       | Jurij Burłakow                                                                         |
| 10. | 2 marca 1986     | Lahti         | 15 km s. dowolny   | Torgny Mogren                                                         | Gunde Svan                                                                       | Giorgio Vanzetta                                                                       |
| 11. | 8 marca 1986     | Falun         | 30 km s. klasyczny | Thomas Wassberg                                                       | Thomas Eriksson                                                                  | Martin Hole                                                                            |
| 12. | 9 marca 1986     | Falun         | Sztafeta 4 x 10 km | Szwecja Erik Östlund · Thomas Eriksson · Torgny Mogren · Gunde Svan   | Norwegia Arild Monsen · Vegard Ulvang · Pål Gunnar Mikkelsplass · Martin Hole    | Finlandia Ari Hynninen · Kari Ristanen · Aki Karvonen · Harri Kirvesniemi              |
| 13. | 13 marca 1986    | Oslo          | Sztafeta 4 x 10 km | Szwecja I Erik Östlund · Thomas Eriksson · Torgny Mogren · Gunde Svan | Włochy Marco Albarello · Albert Walder · Maurilio De Zolt · Giorgio Vanzetta     | Szwecja II Thomas Wassberg · Christer Majbäck · Lars Håland · Sven-Erik Danielsson     |
| 14. | 14 marca 1986    | Oslo          | 50 km s. klasyczny | Gunde Svan                                                            | Torgny Mogren                                                                    | Vegard Ulvang                                                                          |

### Kobiety
| Lp. | Data             | Miejscowość   | Dystans            | 1. miejsce                                                                 | 2. miejsce                                                                      | 3. miejsce                                                                                    |
| --- | ---------------- | ------------- | ------------------ | -------------------------------------------------------------------------- | ------------------------------------------------------------------------------- | --------------------------------------------------------------------------------------------- |
| 1.  | 7 grudnia 1985   | Labrador City | 5 km s. dowolny    | Marjo Matikainen                                                           | Anfisa Riezcowa                                                                 | Jaana Savolainen                                                                              |
| 2.  | 13 grudnia 1985  | Biwabik       | 10 km s. klasyczny | Brit Pettersen                                                             | Marianne Dahlmo                                                                 | Marjo Matikainen                                                                              |
| 3.  | 15 grudnia 1985  | Biwabik       | Sztafeta 4 x 5 km  | Finlandia                                                                  | ZSRR                                                                            | Norwegia                                                                                      |
| 4.  | 11 stycznia 1986 | Les Saisies   | 10 km s. dowolny   | Gaby Nestler                                                               | Carola Jacob                                                                    | Simone Opitz                                                                                  |
| 5.  | 15 stycznia 1986 | Klingenthal   | Sztafeta 4 x 5 km  | NRD Carola Jacob · Susann Kuhfittig · Simone Opitz · Gaby Nestler          | Finlandia Pirkko Määttä · Jaana Savolainen · Eija Hyytiäinen · Marjo Matikainen | Szwecja Marie Johansson · Catrin Larsson · Anna-Lena Fritzon · Karin Lamberg-Skog             |
| 6.  | 18 stycznia 1986 | Nové Město    | 20 km s. dowolny   | Simone Opitz                                                               | Gaby Nestler                                                                    | Marianne Dahlmo                                                                               |
| 7.  | 15 lutego 1986   | Oberstdorf    | 20 km s. klasyczny | Marianne Dahlmo                                                            | Brit Pettersen                                                                  | Raisa Smietanina                                                                              |
| 8.  | 16 lutego 1986   | Oberstdorf    | Sztafeta 4 x 5 km  | Norwegia Marianne Dahlmo · Brit Pettersen · Solveig Pedersen · Anne Jahren | Finlandia Pirkko Määttä · Jaana Savolainen · Eija Hyytiäinen · Marjo Matikainen | ZSRR Nina Gawriluk · Tamara Tichonowa · Natalja Furłatowa · Nina Korolewa                     |
| 9.  | 22 lutego 1986   | Kawgołowo     | 10 km s. klasyczny | Anne Jahren                                                                | Marianne Dahlmo                                                                 | Raisa Smietanina                                                                              |
| 10. | 1 marca 1986     | Lahti         | Sztafeta 4 x 5 km  | Norwegia I Berit Aunli · Brit Pettersen · Solveig Pedersen · Anne Jahren   | Norwegia II Marianne Myklebust · Nina Skeime · Nina Østvold · Trude Dybendahl   | Finlandia Pirkko Määttä · Eija Hyytiäinen · Jaana Savolainen · Marjo Matikainen               |
| 11. | 2 marca 1986     | Lahti         | 5 km s. klasyczny  | Marjo Matikainen                                                           | Anne Jahren                                                                     | Marianne Dahlmo                                                                               |
| 12. | 8 marca 1986     | Falun         | 30 km s. klasyczny | Brit Pettersen                                                             | Marjo Matikainen                                                                | Marit Mikkelsplass                                                                            |
| 13. | 13 marca 1986    | Oslo          | Sztafeta 4 x 5 km  | Szwecja Lis Frost · Carina Görlin · Karin Lamberg-Skog · Annika Dahlman    | Norwegia I Marianne Dahlmo · Nina Skeime · Berit Aunli · Anne Jahren            | Norwegia III Inger Helene Nybråten · Grete Ingeborg Nykkelmo · Hilde G. Pedersen · Siv Tangen |
| 14. | 15 marca 1986    | Oslo          | 10 km s. dowolny   | Jaana Savolainen                                                           | Simone Opitz                                                                    | Anne Jahren                                                                                   |

## Klasyfikacje

### Mężczyźni
| Lp. | Zawodnik                | Punkty |
| 1.  | Gunde Svan              | 145    |
| 2.  | Torgny Mogren           | 101    |
| 3.  | Władimir Smirnow        | 78     |
| 4.  | Pål Gunnar Mikkelsplass | 57     |
| 4.  | Erik Östlund            | 57     |
| 6.  | Thomas Eriksson         | 50     |
| 7.  | Christer Majbäck        | 47     |
| 8.  | Vegard Ulvang           | 43     |
| 9.  | Pierre Harvey           | 40     |
| 10. | Martin Hole             | 29     |

### Kobiety
| Lp. | Zawodniczka      | Punkty |
| 1.  | Marjo Matikainen | 107    |
| 2.  | Marianne Dahlmo  | 106    |
| 3.  | Brit Pettersen   | 104    |
| 4.  | Anne Jahren      | 88     |
| 5.  | Simone Opitz     | 60     |
| 6.  | Gaby Nestler     | 54     |
| 6.  | Evi Kratzer      | 54     |
| 8.  | Jaana Savolainen | 44     |
| 9.  | Nina Korolewa    | 42     |
| 9.  | Pirkko Määttä    | 42     |